# Mistrovství světa FIA GT1

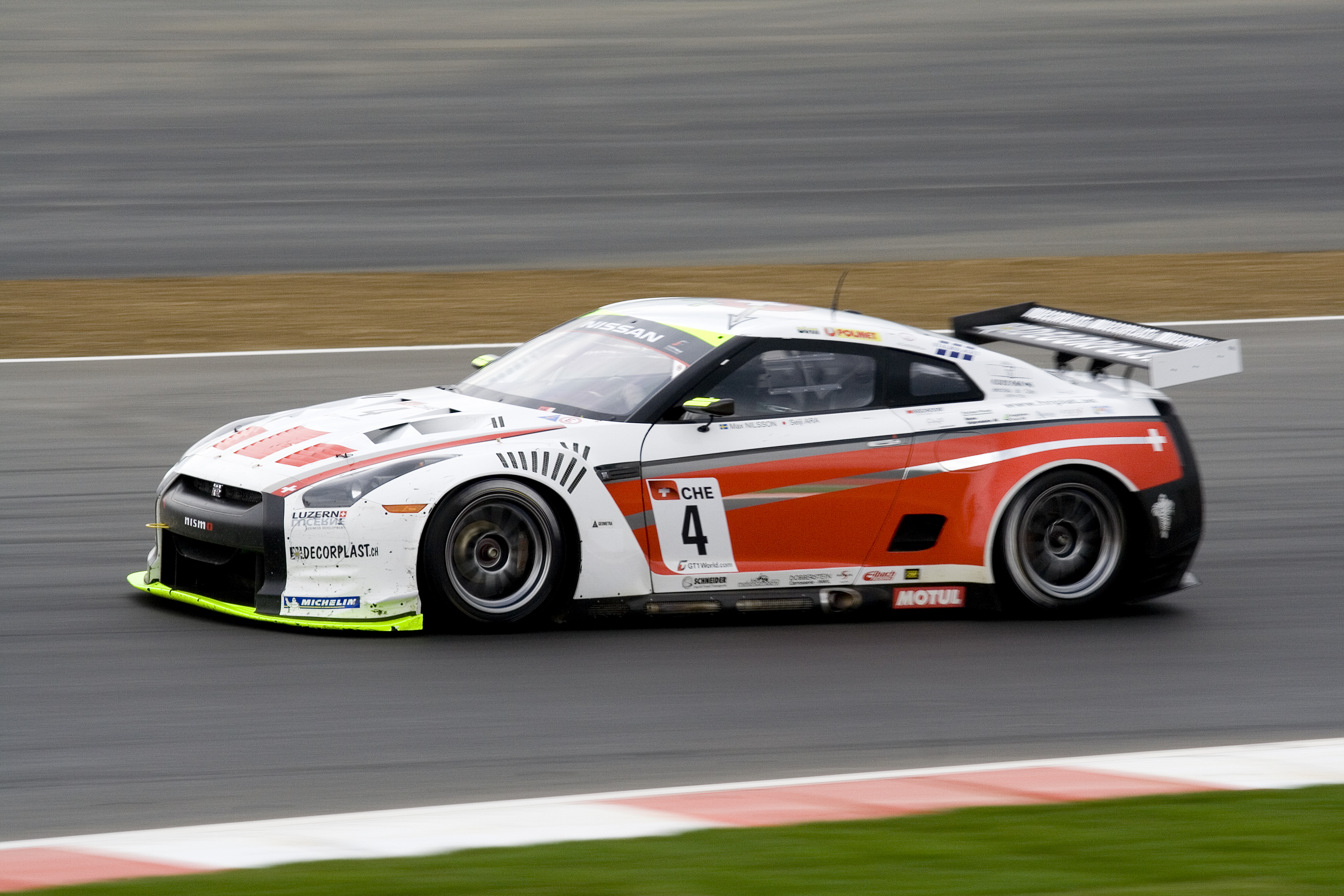
Nissan GTR které se právě snaží vyhrát kvalifikační závod na Mistrovství světa FIA GT1

FIA GT1 World Championship je mistrovství světa GT vozů pořádané Stéphane Ratel Organisation a sankcionované FIA. Jsou v něm zastoupeny silniční automobily různých značek, které jsou upraveny dle regulí FIA GT1. Závody trvají jednu hodinu a celý seriál během sezony zavítá na tři různé kontinenty. Mistrovský titul je udělován jezdcům i týmům.
První sezona tohoto šampionátu se konala v roce 2010 a navazovala na předchozí sérii FIA GT Championship, která však neměla status mistrovství světa. Závodily v ní vozy GT1 i GT2.
Šampionát zaniknul v roce 2012 kvůli malému zájmu o účast, který byl kvůli vysokým nákladům. Mistrovství bylo sloučeno s FIA GT3 Mistrovství Evropy do FIA GT Series. 

## Seznam mistrů světa
| Rok  | Vítězní jezdci                   | Vítěz týmového mistrovství      |
| ---- | -------------------------------- | ------------------------------- |
| 2010 | Michael Bartels Andrea Bertolini | Vitaphone Racing Team           |
| 2011 | Lucas Luhr Michael Krumm         | Hexis AMR                       |
| 2012 | Marc Basseng Markus Winkelhock   | All-Inkl.com Münnich Motorsport |